# Filibusta

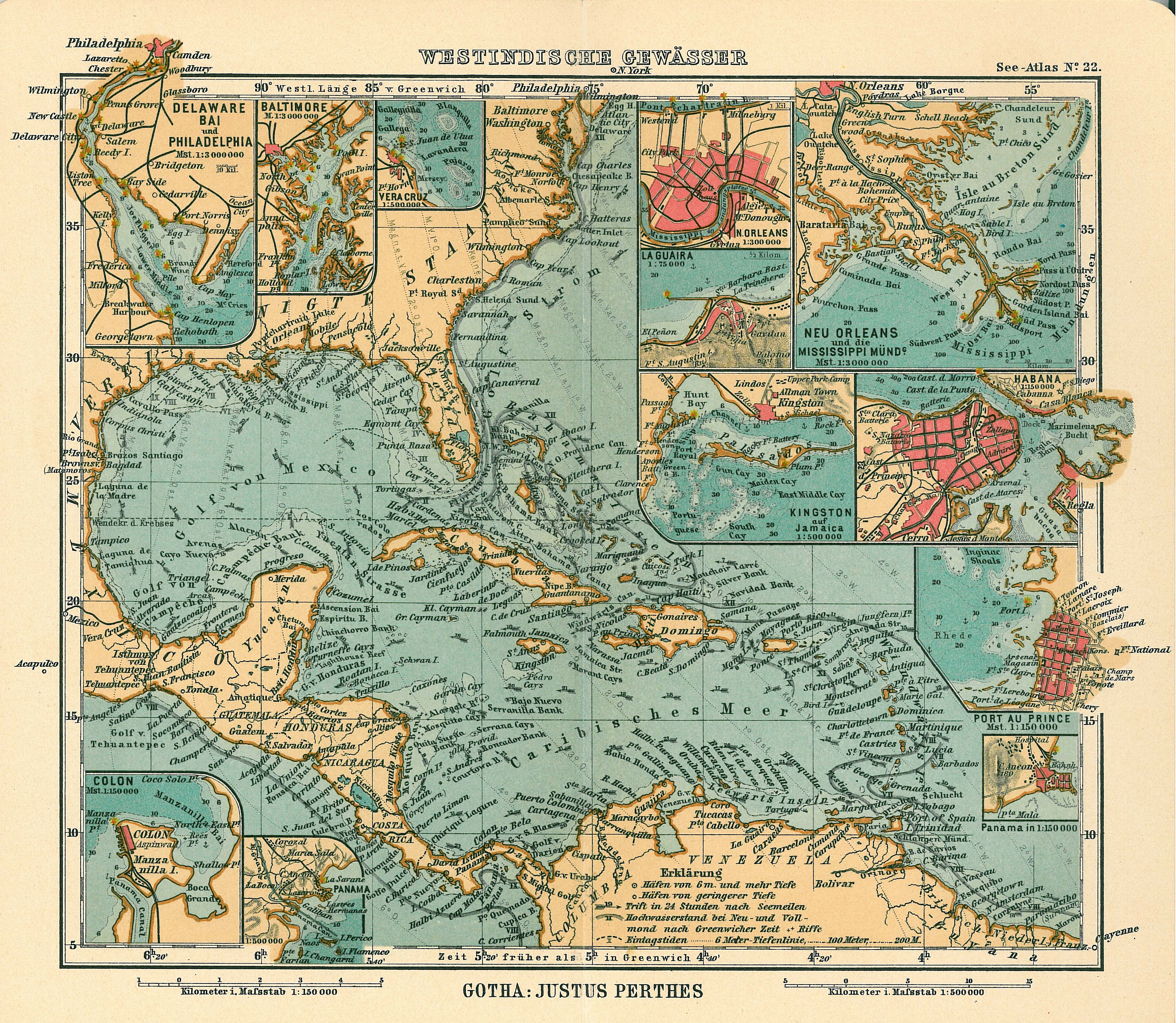
L'America Centrale e i Caraibi

La filibusta (o meno comunemente filibusteria) era un'associazione di corsari e pirati (detti filibustieri) – prima bucanieri – venuti dalla Francia, dall'Inghilterra e dai Paesi Bassi, che operava nel Golfo del Messico intorno al XVIII secolo, nota per i suoi attacchi alle coste e ai possedimenti spagnoli.

## Etimologia
La parola filibustiere è collegata al francese flibustier, all'inglese filibuster e allo spagnolo filibustero. Il nome deriva dai bucanieri inglesi che venivano chiamati freebooters, cioè "saccheggiatori", nome derivato dall'olandese vrijbuiter e composto a sua volta da "free" cioè libero e "booty" che significa "bottino" cioè «colui che fa liberamente bottino».
La parola italiana è spesso usata come sinonimo di bucaniere, corsaro o pirata, tutti usi che si riferiscono agli attacchi da parte dei filibustieri a navi commerciali. Per estensione si usa filibustiere per indicare una persona disonesta.
In inglese la parola è soprattutto usata per indicare cittadini statunitensi impegnati in guerre in America latina nel XIX secolo.

## Differenza fra bucaniere e filibustiere
Originariamente i bucanieri erano distinti dai filibustieri poiché i primi erano i pirati dell'entroterra mentre i secondi erano i pirati del Mar dei Caraibi. Successivamente i due nomi ebbero lo stesso significato.

## Storia

### Origine
Verso l'inizio del XVII secolo francesi, inglesi, e olandesi si ritrovarono sull'isola Tortuga alleati contro gli spagnoli, sia per motivi personali, sia a causa delle guerre allora in corso in Europa.
Francesi e inglesi dell'isola di San Cristoforo, oggi Saint Kitts, cacciati dagli spagnoli e sotto la guida di Pierre Belain d'Esnambuc, si rifugiarono sull'isola Tortuga, a nord di Haiti. Furono raggiunti da qualche centinaio di olandesi scacciati dagli spagnoli dall'isola Saint Croix e da altri inglesi scacciati dall'isola di Nevis. Questi coloni divennero i primi filibustieri.
Nel 1640 il francese (ugonotto) François Levasseur riconquistò l'isola della Tortuga che gli spagnoli avevano conquistato nel 1630 e poi ceduto agli inglesi. Levasseur, avendo ottenuto una lettera di marca dal governatore di San Cristoforo ed essendo diventato governatore della Tortuga, autorizzò gli abitanti dell'isola a saccheggiare le navi spagnole. Legalmente questo rendeva i filibustieri intermedi fra i corsari, che avevano ricevuto una lettera di marca, e i pirati, che erano completamente sprovvisti di privilegi legali. I filibustieri erano stati autorizzati da Levasseur che non aveva ufficialmente il potere di concedere lettere di marca.

### Apice
Dopo l'alleanza con i bucanieri ci fu un'età florida per i pirati, infatti essi ebbero il controllo su tutto il Mar dei Caraibi.
I filibustieri furono attivi per circa un secolo, attaccando mercantili spagnoli, in teoria nel nome dei loro paesi d'origine.
Ai filibustieri si unirono poi i bucanieri dell'isola di Santo Domingo. Durante il 1700 nel Golfo del Messico vivevano due associazioni piratesche, i filibustieri e i bucanieri. I bucanieri erano dei fuorilegge che vivevano in accampamenti rozzi, andavano a caccia di cinghiali ed erano armati con semplici coltelli e asce. Essi si allearono con i filibustieri poiché entrambi nutrivano un forte odio verso gli Spagnoli e formarono le filibuste.
Sull'isola Tortuga arrivarono inoltre nuovi coloni.
Nel 1659 il governatore della Giamaica richiese l'aiuto dei filibustieri affinché questi difendessero la Giamaica dopo la partenza delle navi della marina inglese, quindi anche molti marinai inglesi si unirono ai filibustieri. Nuovamente una situazione in cui l'autorizzazione alla guerra da corsa proveniva da fonte ufficiale, ma non autorizzata a concedere le lettere di marca.
Nel 1660 il filibustiere Jérémie Deschamps, avendo ottenuto commissioni sia inglesi sia francesi, riconquistò la Tortuga per gli inglesi assegnando ai filibustieri commissioni sotto il suo nome, per cui venne licenziato dalla Giamaica. In seguito Deschamps governò la Tortuga usando la sua commissione francese.
Nel 1664 le colonie francesi in America furono poste sotto l'autorità della compagnia francese delle Indie occidentali creata da Richelieu. Bertrand d'Ogeron, il nuovo governatore dell'isola, continuò ad emettere lettere di marca ai filibustieri.
In questo periodo si registrano filibustieri famosi come Francesco Nau detto l'Olonese, in realtà un bucaniere, e Henry Morgan, protetti l'uno dal governatore della Tortuga, l'altro dal governatore della Giamaica.

### Fine
Le potenze europee non approvarono più la talassocrazia dei filibustieri sul Mar dei Caraibi e alla fine del XVII iniziarono forti ribellioni contro la filibusteria, distruggendo Tortuga.
Negli anni 1680 sia la Francia sia l'Inghilterra decisero di terminare la filibusta.
Molti filibustieri si dispersero per il mondo, dall'Africa alle Galápagos. Nei Caraibi ne rimasero parecchi, tanto che nel 1697 il governatore francese di Santo Domingo ne radunò un migliaio per un attacco a Cartagena.